# Павлов, Сергей Валерьевич
Сергей Валерьевич Павлов (род. 26 сентября 1987) — украинский шахматист, международный мастер (2008). Победитель чемпионата Украины по шахматам среди мужчин (2010).

## Биография
Трёхкратный победитель чемпионата Киева по шахматам (2005, 2008, 2009). В 2008 году получил звание международного мастера ФИДЕ по шахматам. В 2009 году в Киеве победил на мемориале Владимира Набокова по шахматам. В 2010 году в Алуште победил на чемпионате Украины по шахматам среди мужчин. В 2010 году вместе с командной «Rivne Forest Bisons» занял второе место на 17-м командном первенстве Украины по шахматам. В 2013 году вместе с командной «Bratstvo Kyiv» занял второе место на 20-м командном первенстве Украины по шахматам. В 2017 году вместе с командой «Law Academy Kharkiv» занял первое место на 24-м командном первенстве Украины по шахматам. В августе 2017 года занял второе место в турнире «А» шахматного фестиваля «РТУ Опен» в Риге.
Тренер в ШК "Авангард" в Киеве
| Графики недоступны из-за технических проблем. См. информацию на Фабрикаторе и на mediawiki.org. |